# 헤르미페 (위성)

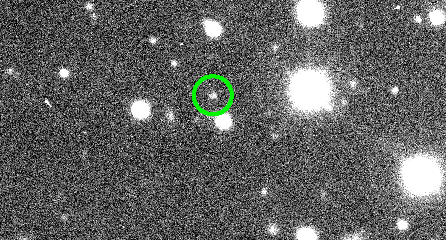
2001년

헤르미페는 목성의 위성이다. 공전 주기는 약 632일이다. 2001년 12월 9일에 스콧 S. 셰퍼드, 데이빗 C. 제빗, Jan Kleyna 이 발견하였다.